# Het Geheim van te veel Torens
Het Geheim van te veel Torens is een detective-boek van de Belgische schrijver Mark Tijsmans.

## Prijzen
Het boek werd genomineerd voor de Boekenleeuw 2007. Het won de prijs van de Kinder- en Jeugdjury 2008.